# NGC 37
NGC 37は、ほうおう座の方角にあるレンズ状銀河である。直径は約42キロパーセクであり、年齢は約129億歳である。1836年10月2日にウィリアム・ハーシェルによって発見された。